# Placas de identificação de veículos nas Bahamas

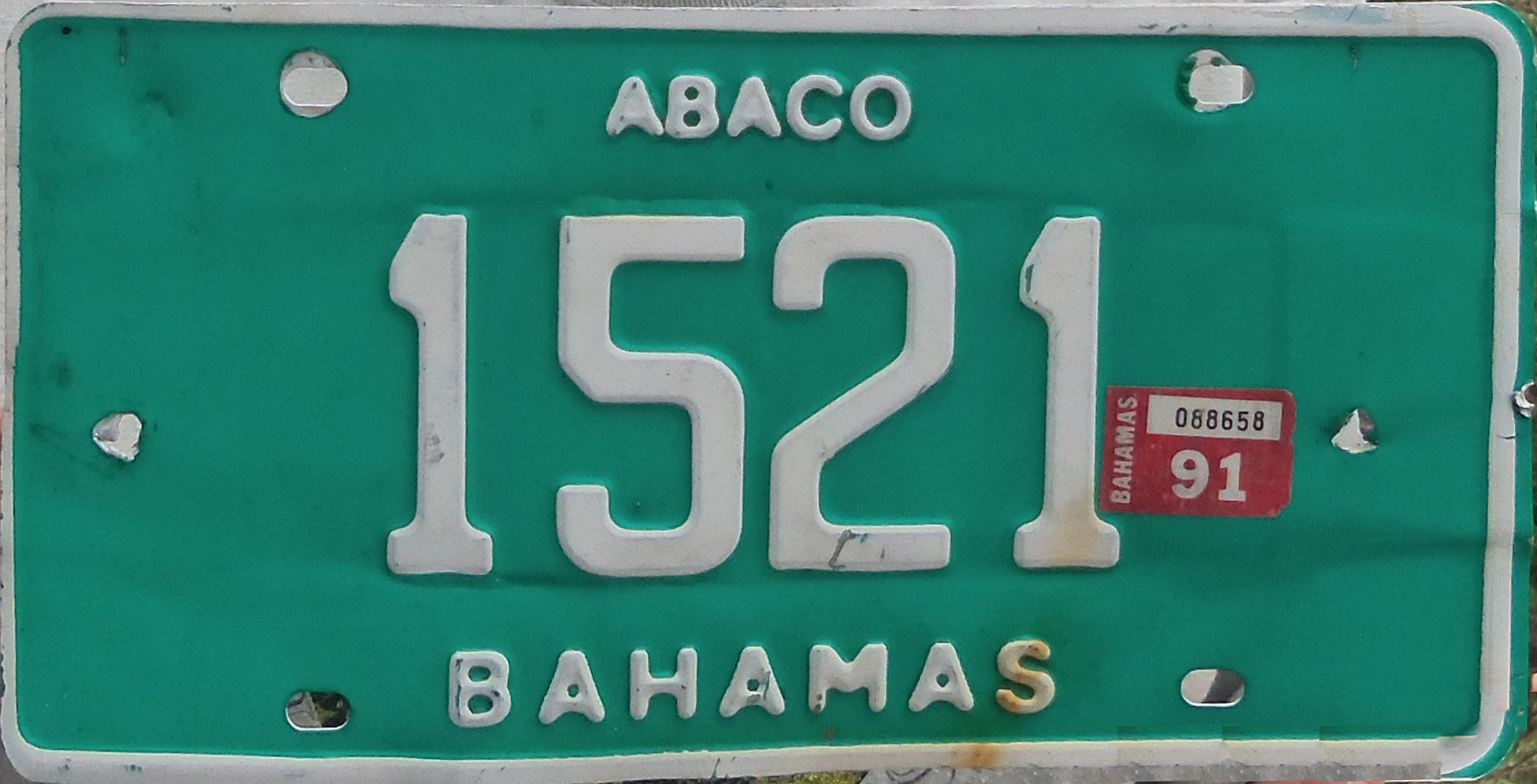
Placa bahamense emitida nas Ilhas Ábaco.

As placas de identificação de veículos nas Bahamas são a forma pela os veículos são registrados no país insular caribenho.  As placas tradicionalmente são fabricadas com base no tamanho padrão norte-americano de 6 × 12 polegadas (152 × 300 mm). 
O texto das placas varia de acordo com a ilha, com cada ilha ou grupo de ilhas emitindo suas próprias placas.

## Galeria

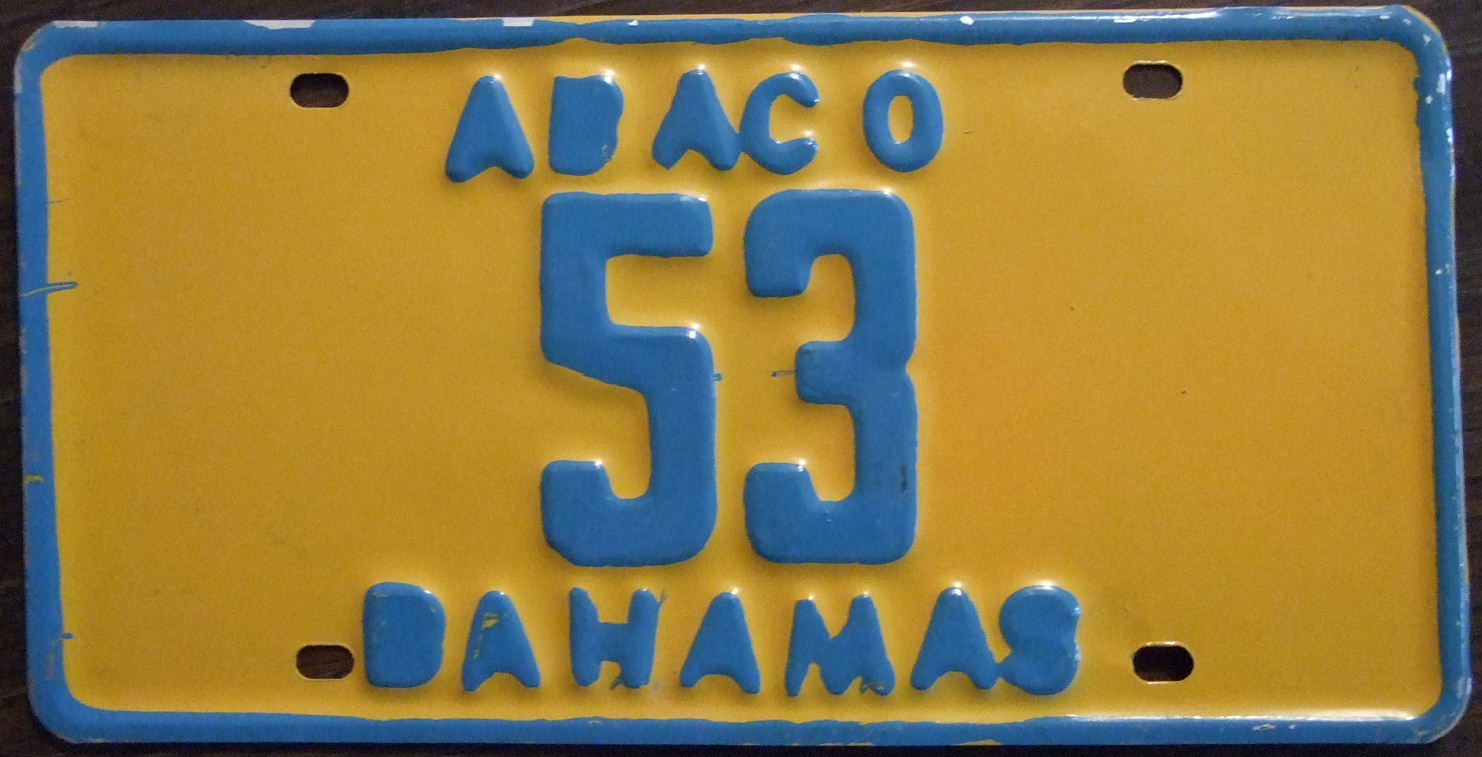
Final da década de 1970
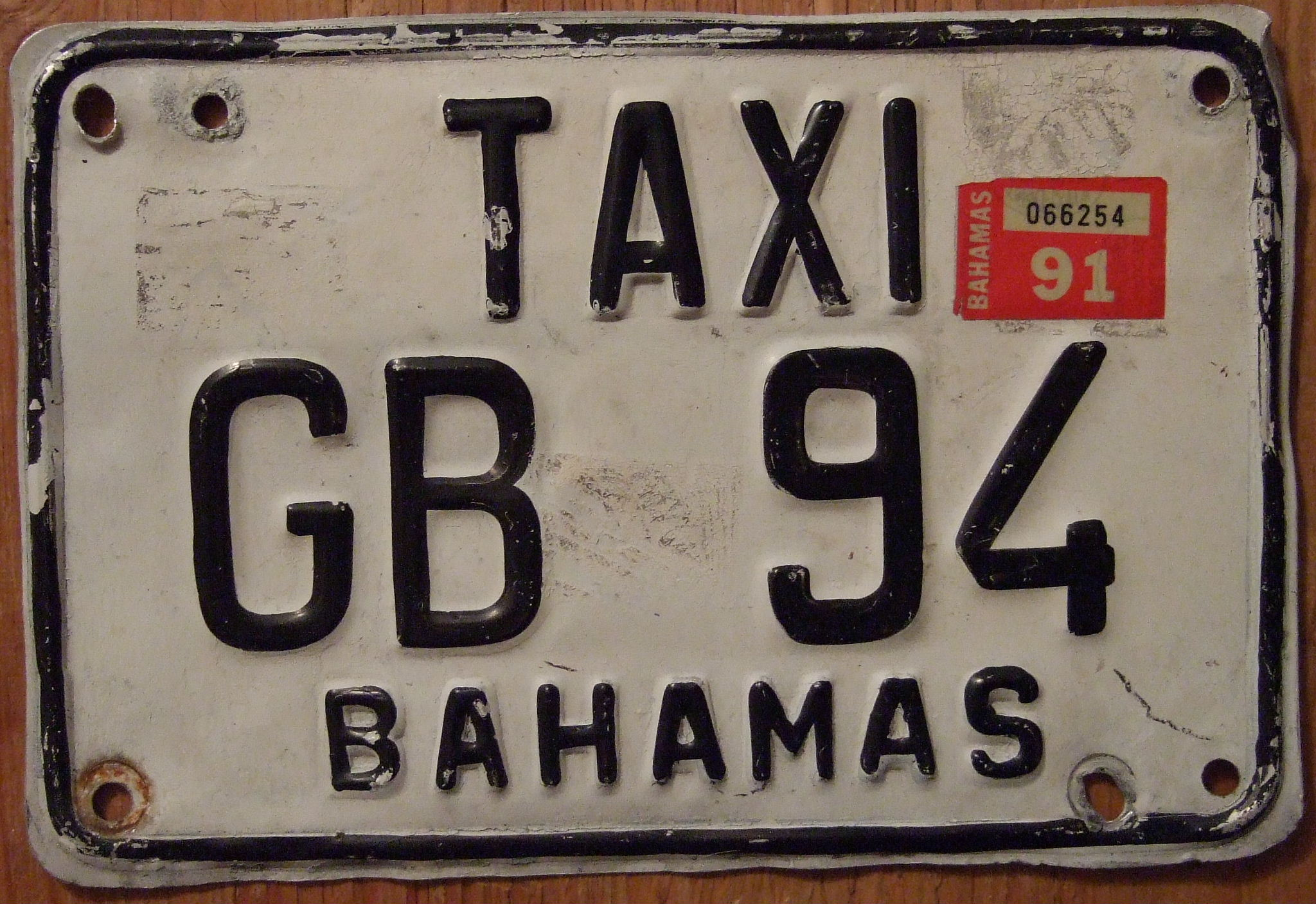
1991, categoria táxi
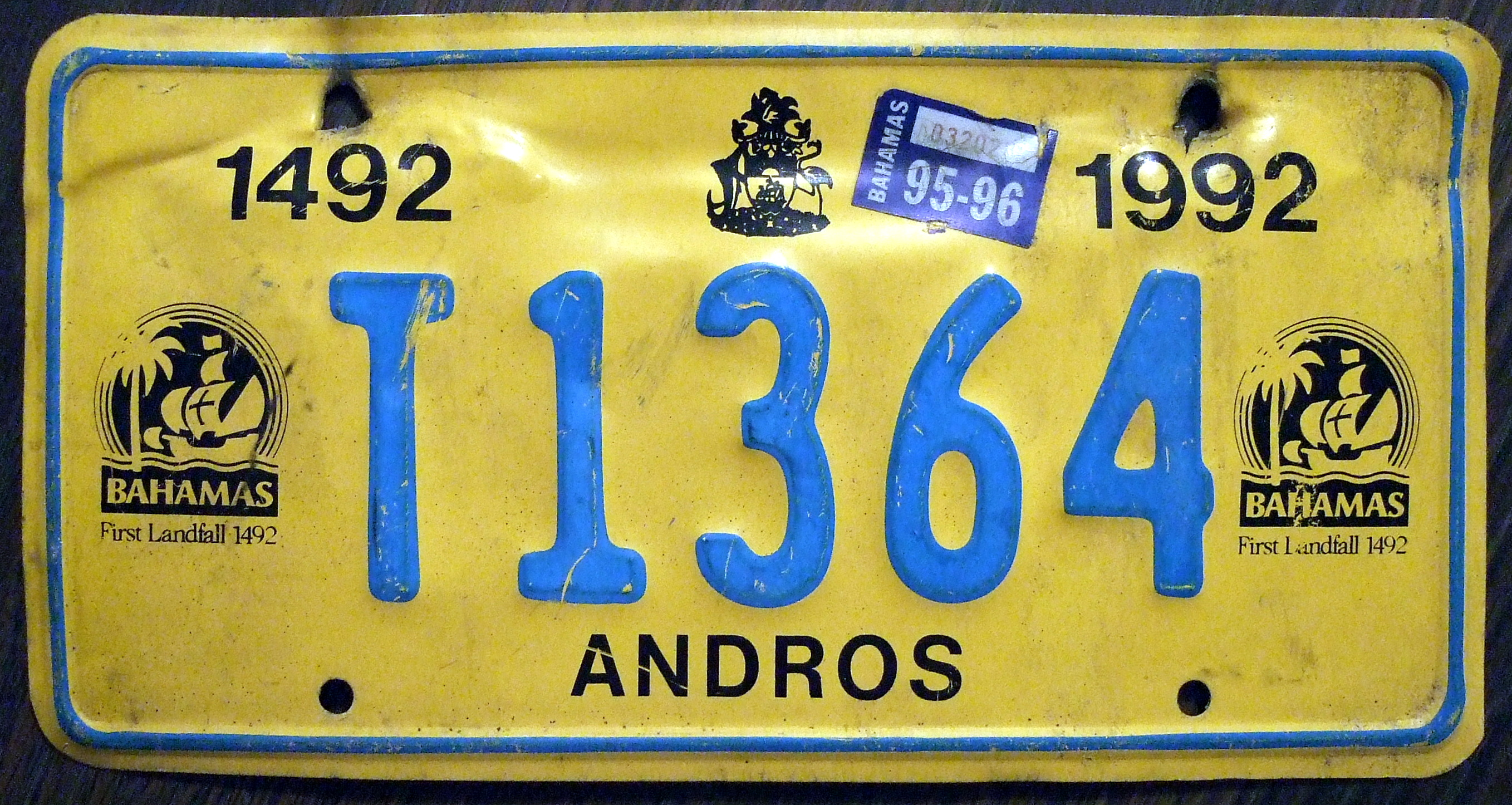
1992, referente aos 500 anos da primeira viagem de Colombo
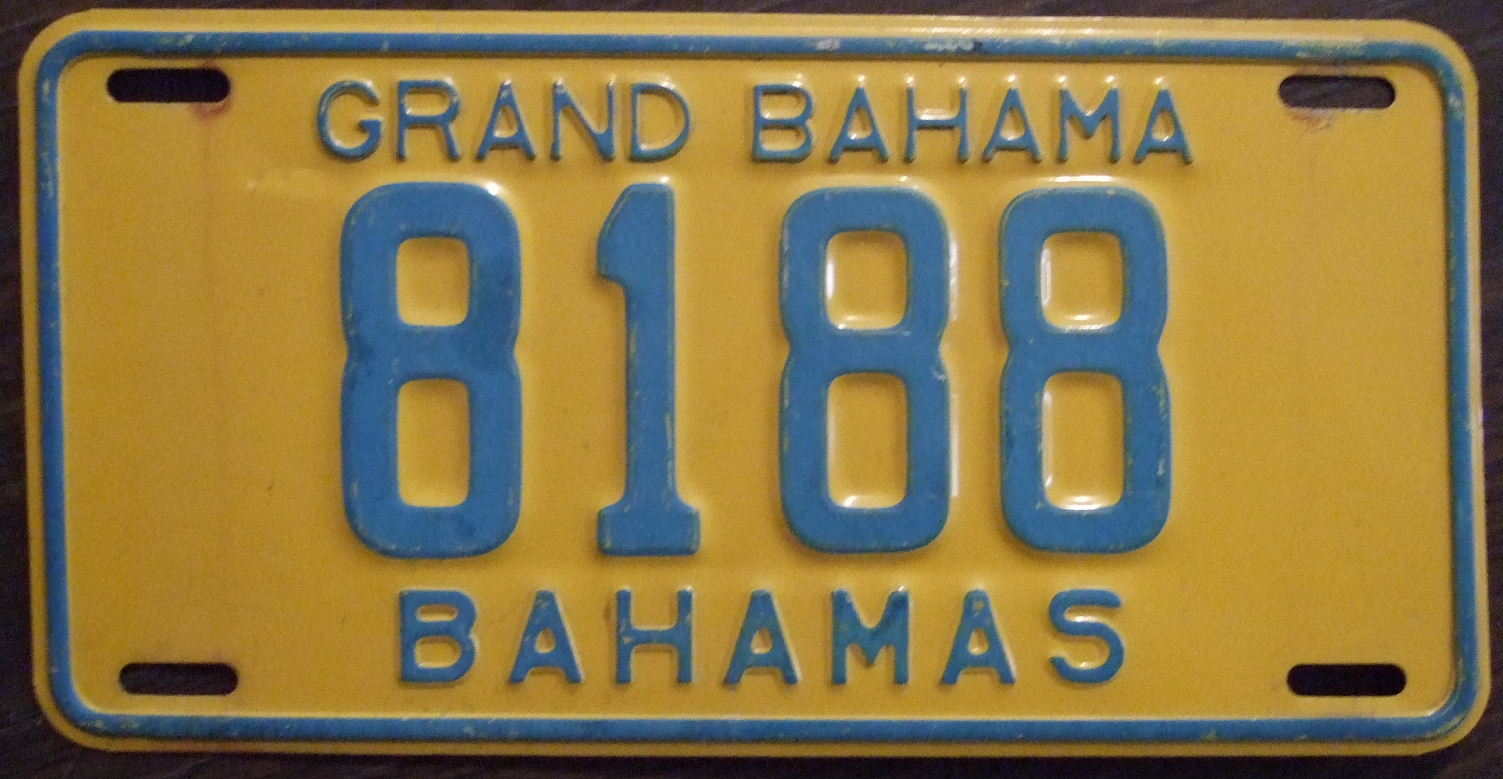
Grande Bahama
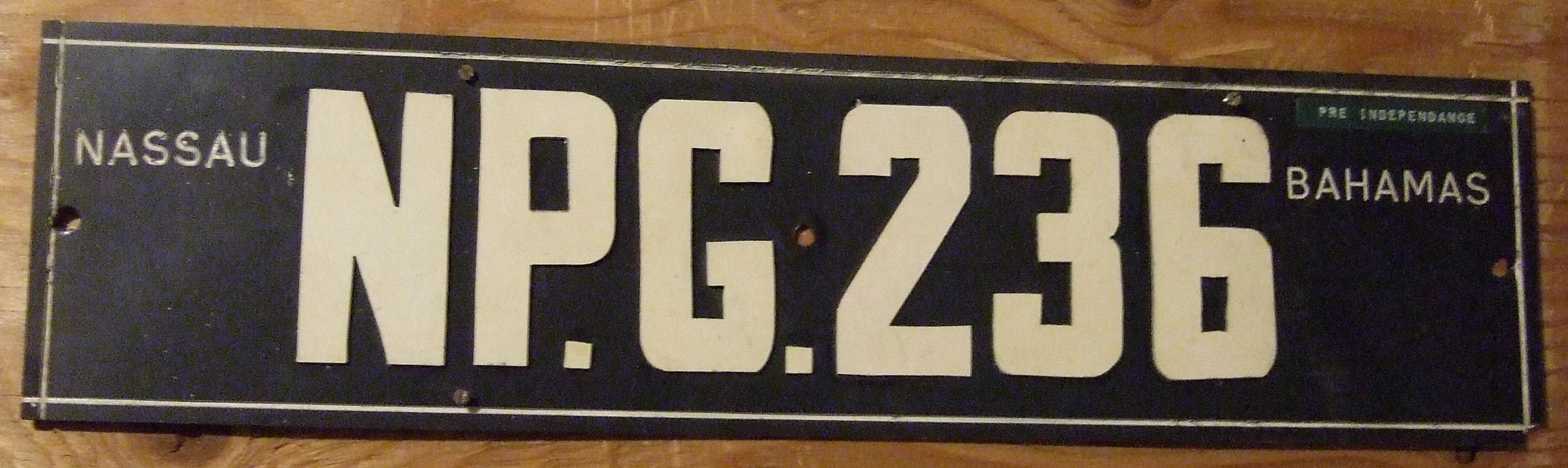
Nassau, década de 1960, governamental
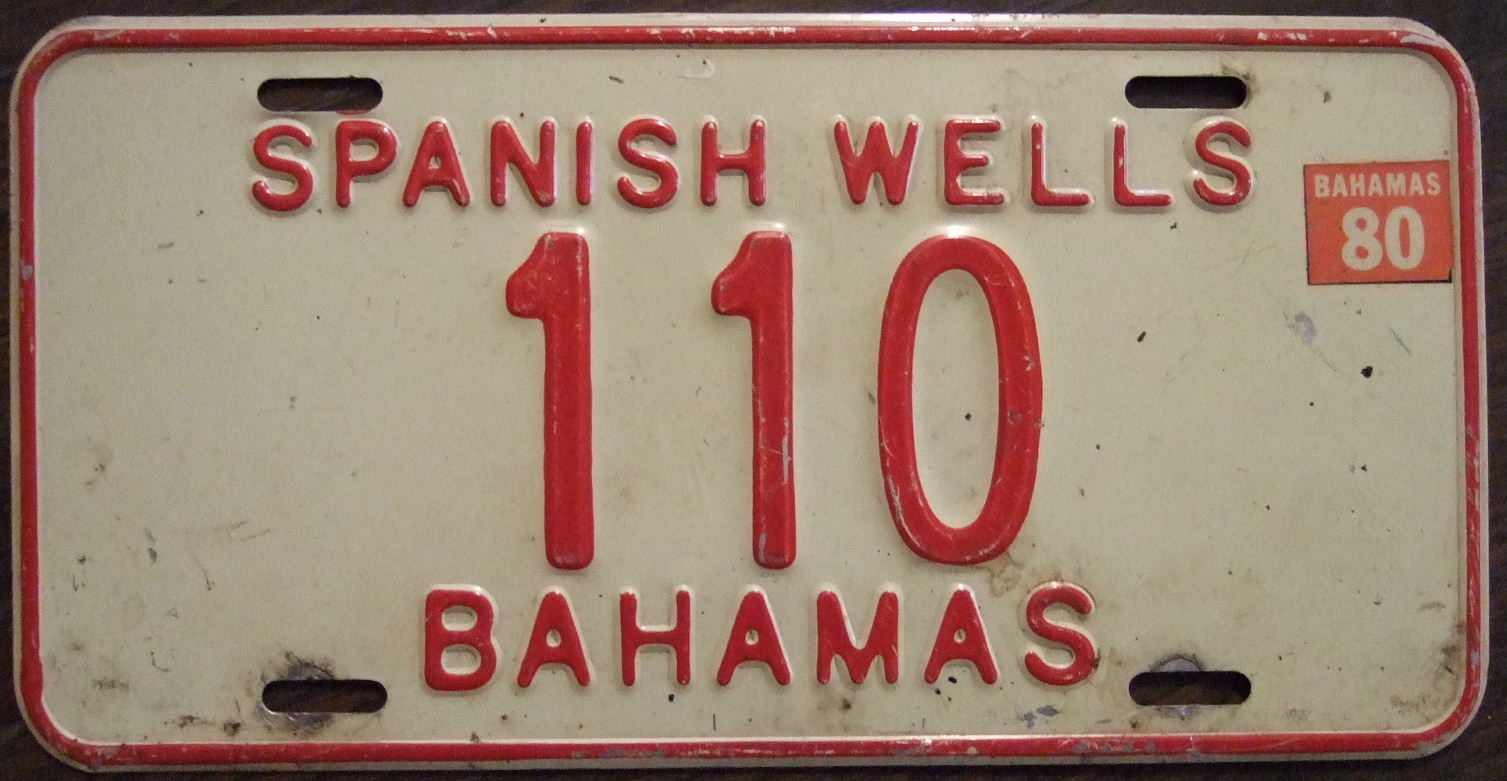
Spanish Wells
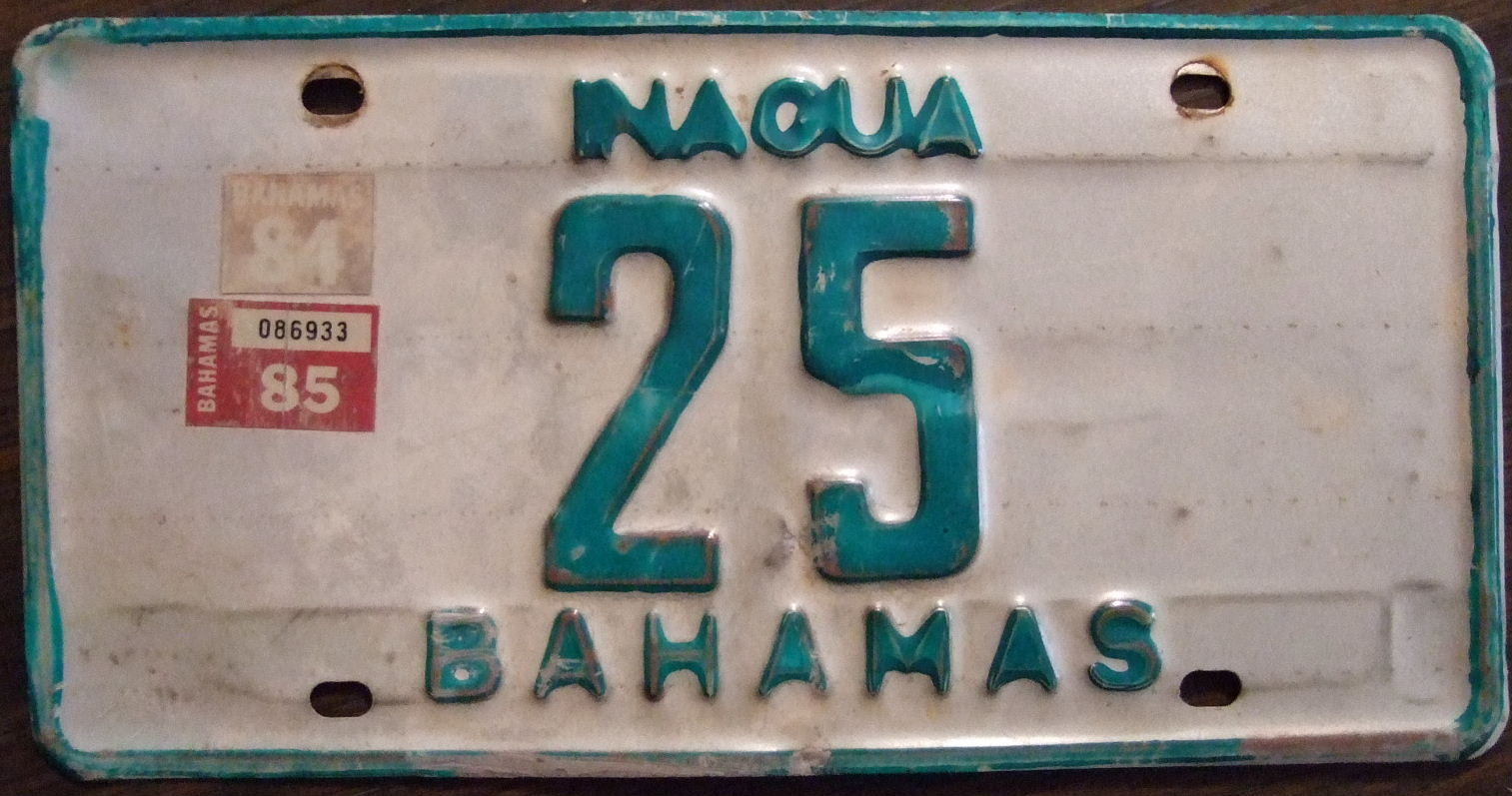
Inagua
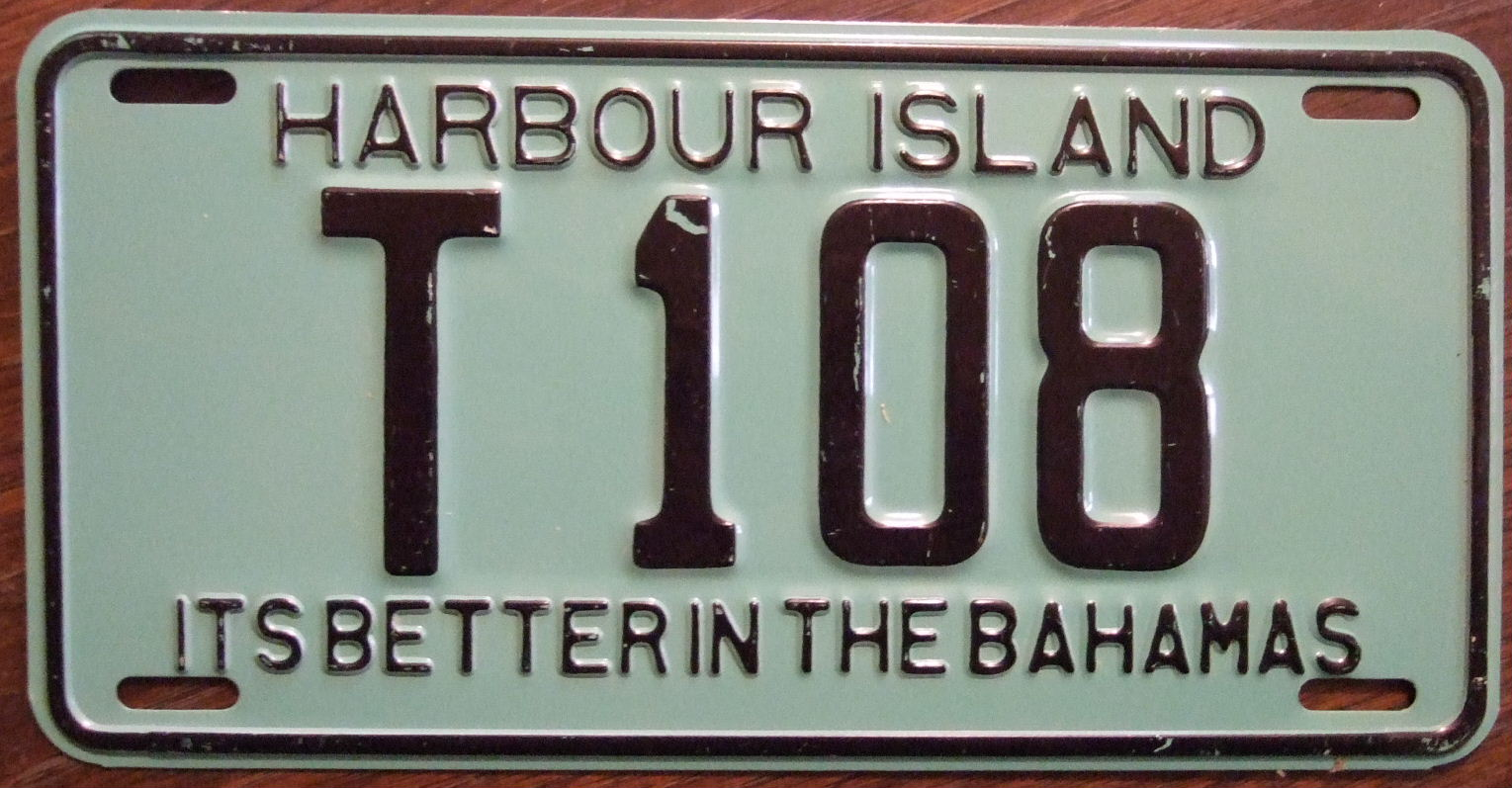
Harbour Island (1977)